# 似哺乳爬行動物

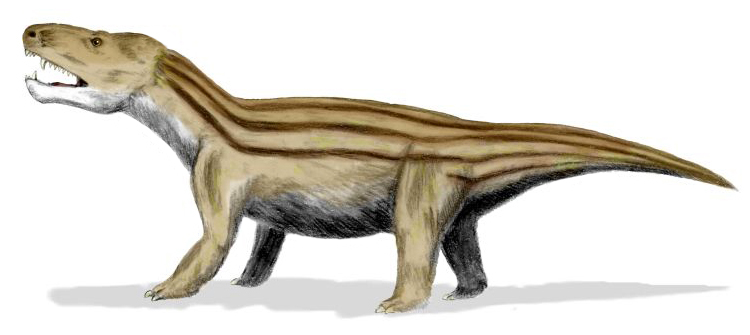
犬頜獸，一種已滅絕似哺乳爬行動物

“似哺乳爬行動物”（mammal-like reptile）是一个过时的古生物学术语，泛指哺乳類在中生代之前的直系祖先和在演化史上与其有亲缘关系的史前動物，通常指合弓綱的獸孔目動物。在早期分類法中，合弓纲因为早期的盘龙目外形与蜥形纲相似，所以曾被視為是爬行動物的一個分支，所以开始具有类似现代哺乳类的一些特征（如牙齿分化、恒定体温和躯干完全离地的四足行走）的兽孔目和与其关系最近的楔齿龙科就被称作“似哺乳爬行动物”。
兽孔目在二疊紀中晚期是陆地生态系统的優勢物种，但和同時代的幾乎所有生物一樣，牠們的數量與多樣性都因二疊紀-三疊紀滅絕事件而嚴重地減少。有些兽孔目物種（比如二齿兽下目的水龙兽和兽头亚目的麝喙兽）存活到三疊紀早期并作为先锋物种成为当时最繁盛的陆地动物，但在史密斯-斯派斯期边界事件后集体衰败，其优势生态位被蜥形纲主龙类的伪鳄类取代。在三叠纪—侏罗纪灭绝事件后，主龙类鸟颈总目的恐龍和翼龙快速崛起成為優勢動物，合弓纲则只有犬齿兽亚目下的哺乳形态类一支幸存到了侏罗纪。
目前大多數專家不認為“似哺乳爬行動物”是正式的名稱，因其在演化支上的位置，較接近现代哺乳類而非现代爬行動物。虽然兽孔目在外觀上看起來像是裸體的蜥蜴，但牠們擁有遍布外分泌腺（皮肤腺）和毛发的皮肤，缺乏爬行类普遍拥有的鱗片，與爬行類更明顯的差異在於其內部結構的細微特徵，比如单颞颥孔、腭、功能分化的牙齿和恒定体温。

## 分類
大多數古生物學者將下頜化石的明顯特徵，用來分辨似哺乳爬行動物與爬行動物。在似哺乳爬行動物演化到哺乳類的過程中，比起其他特徵上的轉變，下頜的轉變是較好的分類、辨識工具。哺乳類的齒骨或下頜是由單一骨頭構成，而現代與史前爬行動物的下頜是由多塊小型骨頭構成。
哺乳類的下頜是由齒骨-鱗狀骨間的頜部關節連接者。齒骨連結者鱗狀骨上的關節盂（Glenoid cavity）。所有其他的非哺乳有頜類脊椎動物，包括爬行動物，頜部關節是由下頜中一塊稱為關節骨的小骨，與頭顱中的方骨形成。在似哺乳爬行動物與哺乳類之間的過渡物種，頜部關節是由一塊大型的下頜骨頭（類似哺乳類的齒骨），與方骨組成，而關節骨逐漸退縮。
隨者演化過程，似哺乳爬行動物逐漸變得類似哺乳類，開始形成完整的次生顎，分開嘴部與鼻腔。而早期似哺乳爬行動物中，次生顎開始在下頜兩旁形成，嘴部與鼻孔仍然連接者。
最後，次生顎的兩旁開始彎曲，從Ｃ形改變為Ｕ形。次生顎開始往喉嚨延伸，與整個嘴部固定，並形成全部的齶骨。下頜的骨頭也完全地癒合。在一個真獸齒類的化石中，次生顎開始明顯。較晚的三尖叉齒獸擁有完全閉合的次生顎。